# Acer manchesteri
Acer manchesteri é uma espécie de árvore do gênero Acer, pertencente à família Aceraceae.